# أنسو سيساي
أنسو سيساي (بالإنجليزية: Ansu Sesay)‏ مواليد 29 يوليو 1976 في غرينزبورو، هو لاعب كرة سلة أمريكي سابق. بدأ مسيرته الاحترافية في سنة 1999. تم اختياره من قبل فريق دالاس مافيريكس خلال الدرافت. يبلغ طوله 6 قدم 9 بوصة (2.1 م). حقق المركز الأول في الألعاب الجامعية الصيفية 1997. اعتزل اللعب في 2010.

## المسيرة الاحترافية
لعب مع سياتل سوبرسونيكس من سنة 2002 إلى 2004، ثم لعب مع غولدن ستايت ووريورز في موسم 2004–2005، ثم لعب مع روزيتو شاركز في الدوري الإيطالي في سنة 2005، ثم لعب مع باسكت نابولي من سنة 2005 إلى 2007، ثم لعب مع أولمبيا ميلانو في الدوري الإيطالي في موسم 2007–2008، ثم لعب مع ألبا برلين في الدوري الألماني من سنة 2008 إلى 2010.

## الميداليات
| الميدالية | المسابقة                      |
| --------- | ----------------------------- |
| ذهبية     | الألعاب الجامعية الصيفية 1997 |

## روابط خارجية
- أنسو سيساي على موقع إن بي أي (الإنجليزية)
- أنسو سيساي على موقع سبورتس رفرنس (الإنجليزية)
- أنسو سيساي على موقع كرة السلة الأوروبية.كوم (الإنجليزية)
- أنسو سيساي على موقع كلية كرة السلة في سبورتس رفرنس.كوم (الإنجليزية)
- أنسو سيساي على موقع ريلجم (الإنجليزية)
- أنسو سيساي على موقع بروبوليرز (الإنجليزية)
- أنسو سيساي على موقع سبورتس رفرنس (الإنجليزية)
- أنسو سيساي على موقع سبورتس رفرنس (الإنجليزية)